# Drake
Aubrey Drake Graham (Toronto, 24 de outubro de 1986), conhecido simplesmente como Drake,  é um rapper, cantor, compositor, produtor musical, ator e empresário canadense. Inicialmente ganhou reconhecimento como ator na série de televisão de drama adolescente Degrassi: The Next Generation, no início dos anos 2000, iniciou sua carreira músical de forma independente em 2006, e após reconhecimento, assinou com a Young Money Entertainment em 2009. Ele também trabalha com a Universal Motown e é o fundador da gravadora OVO Sound, Drake está entre os artistas musicais mais vendidos do mundo, com mais de 170 milhões de músicas vendidas nos Estados Unidos pela Recording Industry Association of America. Ele ganhou cinco prêmios Grammy, seis American Music Awards, 39 Billboard Music Awards, dois Brit Awards e três Juno Awards. Ele alcançou 13 hits número um na Billboard Hot 100, um recorde conjunto para o maior número de singles número um por um artista solo masculino (empatado com Michael Jackson). Em 2024, a Billboard elegeu Drake como a quarta maior estrela pop do período 2000-2024, sendo ele o artista masculino, o rapper e o canadense mais bem posicionado no top 25 das maiores estrelas pop desses 25 anos elaborado por aquela importante publicação.
Depois de ter lançado três hits, entre fevereiro de 2006 e fevereiro de 2009, Drake foi descoberto pelo rapper Lil Wayne, que serviu como uma espécie de mentor para Drake. E como seu primeiro trabalho na gravadora de seu mentor, Drake lançou seu primeiro EP, So Far Gone, em setembro de 2009. O EP contém o primeiro êxito musical do canadense, "Best I Ever Had". Em 2010 lançou seu primeiro álbum de estúdio, Thank Me Later, que revelou os singles "Over" e "Find Your Love", trazendo também colaborações de rappers como Jay-Z e Lil Wayne. Alcançou um sucesso ainda maior com o seu segundo álbum, Take Care, lançado em novembro de 2011. Com este álbum, ele ganhou um Grammy Award de "Melhor Álbum de Rap" e estreou-se na primeira posição na Billboard 200.
Seu terceiro álbum de estúdio, Nothing Was The Same foi lançado em setembro de 2013 e contém os singles "Started from the Bottom" e "Hold On, We're Going Home". Em fevereiro de 2015 lançou a sua quarta mixtape, If You're Reading This It's Too Late. O projeto foi primeiramente classificado como o quarto álbum de estúdio de Drake, mas o próprio cantor afirmou em uma entrevista que o projeto era apenas uma mixtape. Em abril de 2016, lançou seu quarto álbum de estúdio, Views. O álbum conta com os singles "Hotline Bling", "One Dance", "Pop Style", "Controlla" e "Too Good". Em março de 2017, lançou More Life, um LP que Drake chamou de playlist. More Life gerou, entre outros, o single "Passionfruit".
Em janeiro de 2018, lançou o EP Scary Hours, que contém duas faixas: "God's Plan" e "Diplomatic Immunity". Conjuntamente com os singles "Nice for What" e "In My Feelings" - que foram êxitos em 2018, "God's Plan" também está presente no quinto álbum do canadense, Scorpion, lançado em 29 de junho de 2018. Seu sexto álbum, Certified Lover Boy (2021), estabeleceu um recorde ao ter 9 músicas no top 10 da Billboard Hot 100. Em 2022, ele lançou o álbum Honestly, Nevermind e seu álbum colaborativo com 21 Savage, Her Loss, que rendeu o single número um "Jimmy Cooks". Com seu oitavo álbum, For All the Dogs (2023), conseguiu seu décimo terceiro número um na Billboard 200.

## Biografia
Aubrey Drake Graham nasceu em 24 de outubro de 1986, em Toronto, Ontário. Oriundo de uma família humilde, seus pais são Sandi Graham, uma professora, e Dennis Graham, um baterista. O pai de Drake é afro-americano, nascido em Memphis, Tennessee, e a mãe de Drake é canadense e judia. Seus pais se divorciaram quando ele tinha cinco anos de idade, e Drake foi criado por sua mãe em Toronto, tendo vivido nos bairros de Weston Road e Weston Red Wings, no subúrbio da cidade, até se mudar para o bairro nobre de Forest Hill. Drake comentou sobre a mudança para Forest Hill: "[Tínhamos] a metade de uma casa onde poderíamos morar. As outras pessoas tinham a metade superior, nós tínhamos a metade inferior. Eu vivia no porão, por opção, e minha mãe vivia no primeiro andar. Não era grande, não era luxuosa. Era o que se podia pagar."
Além de participar do documentário “The Carter Effect” dando o seu testemunho e contando suas historias, Drake também foi Produtor Executivo deste mesmo filme. Com depoimentos de moradores da cidade, torcedores dos Toronto Raptors, jornalistas e jogadores a produção tenta mostrar o impacto de Vince Carter na cidade de Toronto. Carter foi selecionado pelos Raptors no Draft de 1998 da NBA, e rapidamente se tornou um dos melhores jogadores e sensação da liga. “The Carter Effect” é dirigido por Sean Menard e conta com participações de Drake, Vince Carter, Steve Nash, Boi-1da, Tristan Thompson, Charles Oakley, Jalen Rose, Director X, Corey Joseph e mais. A estreia acontece no Festival Internacional de Filmes em Toronto no dia 9 de Setembro. A produção do Documentário ficou por conta da Uninterrupted de LeBron James.

## Carreira

### Início
Quando tinha 14 anos, se estreou como ator na série televisiva Degrassi: The Next Generation. Drake participou de 138 episódios da série.
Em fevereiro de 2006 lançou sua primeira mixtape, Room for Improvement, pela gravadora All Things Fresh. Em setembro de 2007 lançou sua segunda mixtape, Comeback Season, pela gravadora October's Very Own. Em fevereiro de 2009 lançou So Far Gone, a terceira mixtape de sua carreira musical. Essa última contém participações de rappers como Lil Wayne e Bun B. Após lançar algumas mixtapes entre 2006 e 2009, Drake assinou contrato com a gravadora Young Money, do rapper Lil Wayne. Em 15 de setembro de 2009, foi lançado So Far Gone, um EP de sete faixas em que cinco das faixas eram da também estavam na mixatpe com o mesmo título. O EP estreou-se no número 6 na Billboard 200. Desde então, foi certificado ouro pela RIAA, com mais de 500 mil cópias vendidas nos Estados Unidos. Em 18 de abril de 2010, o álbum ganhou Gravação de Rap do Ano no Juno Awards desse mesmo ano. Ele também teve uma pequena participação no video da música "Baby", de Justin Bieber.
Devido ao sucesso da mixtape, Drake foi alvo de uma guerra de lances de várias gravadoras, frequentemente relatada como "uma das maiores guerras de lances de todos os tempos". Ele havia garantido um contrato de gravação com a Young Money Entertainment, apadrinhado por Lil Wayne em 29 de junho de 2009. Drake se juntou ao resto da lista da gravadora na America's Most Wanted Tour em julho de 2009.

### 2010-2012:Thank Me Later e Take Care

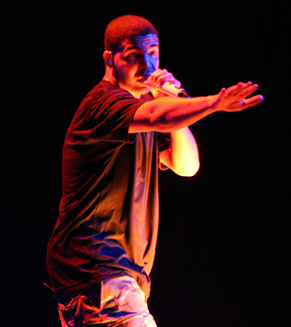
Drake em 2010

Após alguns adiamentos, em junho de 2010, Drake lançou seu primeiro álbum de estúdio, Thank Me Later. Na semana de lançamento de Thank Me Later, o álbum vendeu 447 mil cópias e estreou-se no número 1 na Billboard 200. O álbum se tornou o álbum de estreia mais vendido de qualquer artista em 2010 e teve a semana de vendas mais alta para qualquer álbum de estreia na década de 2010 e contou com Lil Wayne, Kanye West, e Jay-Z. Em 8 de março de 2010, Drake lançou "Over", o primeiro single de Thank Me Later. A canção foi bem recebida pelo público e pela crítica e teve um bom desempenho comercial. A canção atingiu o número 14 na Billboard Hot 100, ocupando também o topo da Billboard Rap Songs. "Over" recebeu igualmente uma nomeação para Melhor Performance de Rap Solo na 53ª edição do Grammy Awards, em 2011.
Em novembro de 2010, Drake revelou que o título de seu segundo álbum de estúdio seria "Take Care". Em comparação com o seu álbum de estreia, Drake revelou à YC Radio 1 que Thank Me Later foi um álbum apressado, dizendo: "Eu não consegui levar o tempo que eu queria nesse álbum. [...] Eu não consegui parar por um momento e dizer "eu deveria mudar este verso". [...] É por isso que meu novo álbum possui o título de "Take Care": agora eu começo a arranjar tempo no meio de toda esta correria. Drake mencionou após o Fest OVO 2011 que Take Care poderia ter até 18 canções sobre ele e acrescentou que Stevie Wonder contribuiu para a direção criativa do álbum, aparecendo também no mesmo.
O segundo álbum de estúdio de Drake, Take Care, foi anunciado em 17 de novembro de 2010. Ele estava originalmente programado para ser lançado em 24 de outubro de 2011, porém mais tarde foi adiado para 15 de novembro de 2011. O álbum segue o sucesso de Thank Me Later, que se tornou um sucesso comercial e foi bem recebido pelos críticos da música. Nesse álbum, Drake revelou habilidade no seu tipo de voz e continuou a parceria criativa com o produtor e engenheiro musical Noah "40" Shebib, que apresentou o seu som distinto pela primeira vez na mixtape So Far Gone. Em Take Care, Shebib pretendeu lidar com a maioria da produção e gravar um som mais coeso do que em Thank Me Later, que contou com funções de produção diferentes, por Shebib e outros.
O álbum estreou no número um da Billboard 200 com vendas superiores a 631 mil unidades, sendo a terceira maior estreia de 2011 nos EUA. Também ganhou o prêmio Grammy de Melhor Álbum de Rap no 55º Grammy Awards, e alcançou grande sucesso comercial, eventualmente sendo certificado seis vezes platina pela RIAA em 2019, com vendas do álbum marcando 2,6 milhões nos EUA.

### 2013-2015:Nothing Was The Same e If You're Reading This It's Too Late

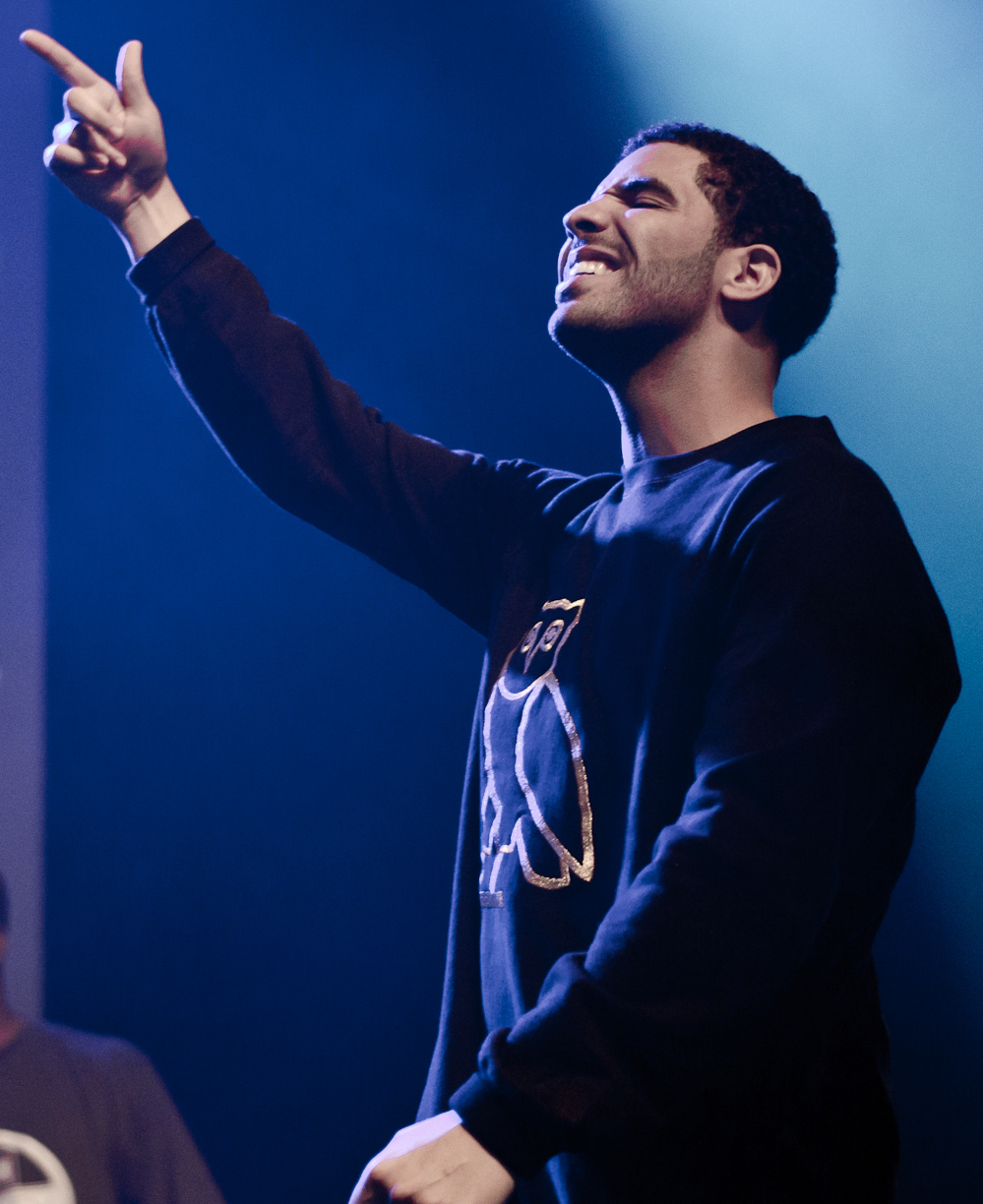
Drake durante concerto em 2011

Depois de ganhar o Grammy de Melhor Álbum de Rap no 55º Grammy Awards em 10 de fevereiro de 2013, Drake anunciou seu terceiro álbum, Nothing Was the Same, e lançou seu primeiro single. O segundo single do álbum, Hold On, We're Going Home, foi lançado em agosto, chegando ao primeiro lugar na parada Billboard Hot R&B/Hip-Hop Songs.
Nothing Was the Same foi lançado em 24 de setembro de 2013, estreando em primeiro lugar na Billboard 200 dos EUA, com 658.000 cópias vendidas em sua primeira semana de lançamento. Foi o sétimo álbum mais vendido nos EUA em 2013. O álbum, que vendeu mais de 1.720.000 cópias nos Estados Unidos, foi promovido ainda mais pelo "Would You like a Tour?" durante o final de 2013 até o início de 2014. Tornou-se a 22ª turnê de maior sucesso do ano, arrecadando cerca de US$ 46 milhões.
Em 13 de fevereiro de 2015, Drake lançou no iTunes sua mixtape If You're Reading This It's Too Late, sem nenhum aviso prévio. If You're Reading This It's Too Late estreou-se na primeira posição da tabela norte-americana Billboard 200, com 535 mil unidades vendidas em apenas três dias após o seu lançamento. Em 31 de julho de 2015 lançou o single "Hotline Bling", uns dos singles de maior sucesso de sua carreira e um fenómeno viral, especialmente depois do lançamento do vídeo da canção. A canção recebeu críticas positivas dos revisores de música.
Em 20 de setembro do mesmo ano, Drake lançou uma mixtape colaborativa com o rapper americano Future, chamada What a Time to Be Alive. Essa mixtape se traduziu em mais um número um para o canadense nos EUA, estreando nesse mesmo posto e movendo 375 mil unidades equivalentes a vendas na sua primeira semana de disponibilidade comercial.

### 2016-2017: Views e More Life
Em 30 de janeiro, 2016, Drake lançou "Summer Sixteen", o primeiro single de seu quarto álbum de estúdio, Views. Também no início desse ano, Drake participa do single e dos dois videoclipes de Work, da cantora Rihanna. No Brit Awards 2016, em 24 de fevereiro, Rihanna e Drake cantaram "Work".

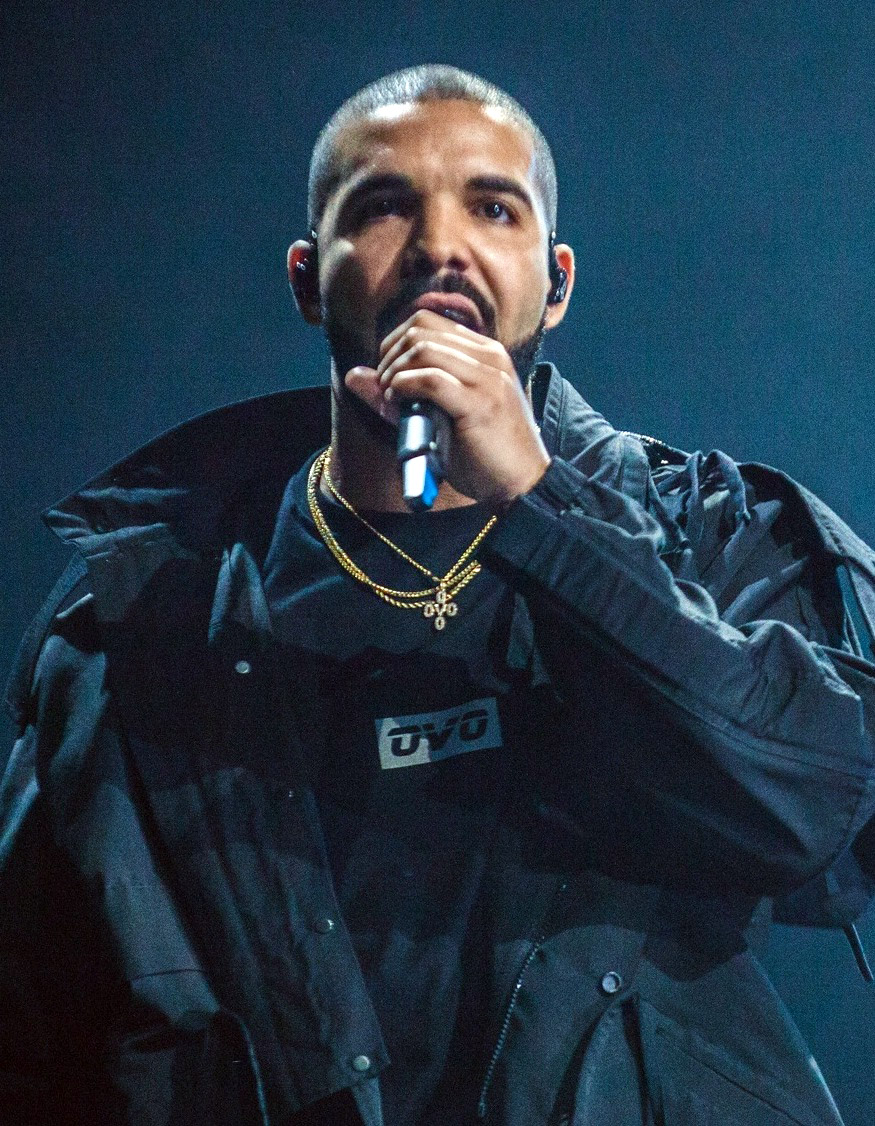
Drake em julho de 2016.

Views foi lançado em abril de 2016 e se tornou o álbum mais bem-sucedido comercialmente do canadense, embora as críticas quanto ao mesmo não tenham sido tão favoráveis comparando com álbuns anteriores de Drake. "One Dance", um dos singles de Views se tornou um dos maiores sucessos de 2016 (mesmo nem tendo sido produzido qualquer videoclipe para a canção), assim como o primeiro tema a atingir a marca de um bilião de reproduções no Spotify. Além disso, Drake e Rihanna colaboraram mais uma vez, desta feita no single "Too Good", extraído de Views (também não foi produzido qualquer videoclipe para "Too Good"), que chegou ao nº 3 no Reino Unido e 14 nos EUA.
Durante um episódio da OVO Sound Radio, Drake confirmou que lançaria um projeto intitulado More Life, descrito como uma "playlist de músicas originais". Drake mais tarde garantiu seu segundo e terceiro Grammy Awards, vencendo por Melhor Performance de Rap/Cantada e Melhor Canção de Rap na 59ª cerimônia. Após o lançamento em 18 de março de 2017, More Life recebeu críticas positivas e estreou no topo da Billboard 200, ganhando 505.000 unidades equivalentes a álbuns em sua primeira semana. Ele também estabeleceu um recorde de streaming, tornando-se o álbum mais transmitido em 24 horas, com um total de 89,9 milhões de streams no Apple Music e 61,3 milhões no Spotify. Mais tarde, ele ganhou um recorde de 13 prêmios no Billboard Music Awards de 2017 em maio. Nessa época, Drake estava presente na parada Hot 100 por oito anos consecutivos e tinha o maior número de entradas registradas por um artista solo
Em março de 2017, Drake lançou um álbum de originais que apelidou não de "álbum", mas de "playlist", More Life (estilizada na capa como "More Life: a Playlist By October Firm"). Segundo o site Comunidade Cultura e Arte, "não é tão uniforme como um álbum, é mais uma colectânea de músicas com curadoria de Drake, definitivamente mais prazeroso que o seu projecto anterior [Views]". A sonoridade de More Life vai do dancehall, grime, afrobeat, house ao trap, passando obviamente pelo rap. More Life conta com participações de rappers americanos (Quavo, Travis Scott, Jorja Smith, 2 Chainz, Young Thug) ou britânicos (Giggs e Skepta), assim como com as produções do britânico Sampha ou do sul-africano Black Coffee.
More Life (título que provém de uma expressão informal jamaicana, com que se deseja bem a alguém) foi bem recebido pela crítica, que notou uma melhoria relativamente a Views e traduziu-se noutro nº 1 para Drake nos EUA, onde se tornou o seu sétimo LP consecutivo a chegar à liderança da principal parada de álbuns daquele país, muito devido aos números do streaming (das 505 mil unidades equivalentes de vendas, "apenas" 226 mil constituíram vendas de álbuns em termos tradicionais). No Reino Unido, More Life atingiu o nº 2. Mais: More Life atingiu recordes de reproduções no Spotify e no Apple Music

### 2018-2019:Scorpion e Recordes de Stream

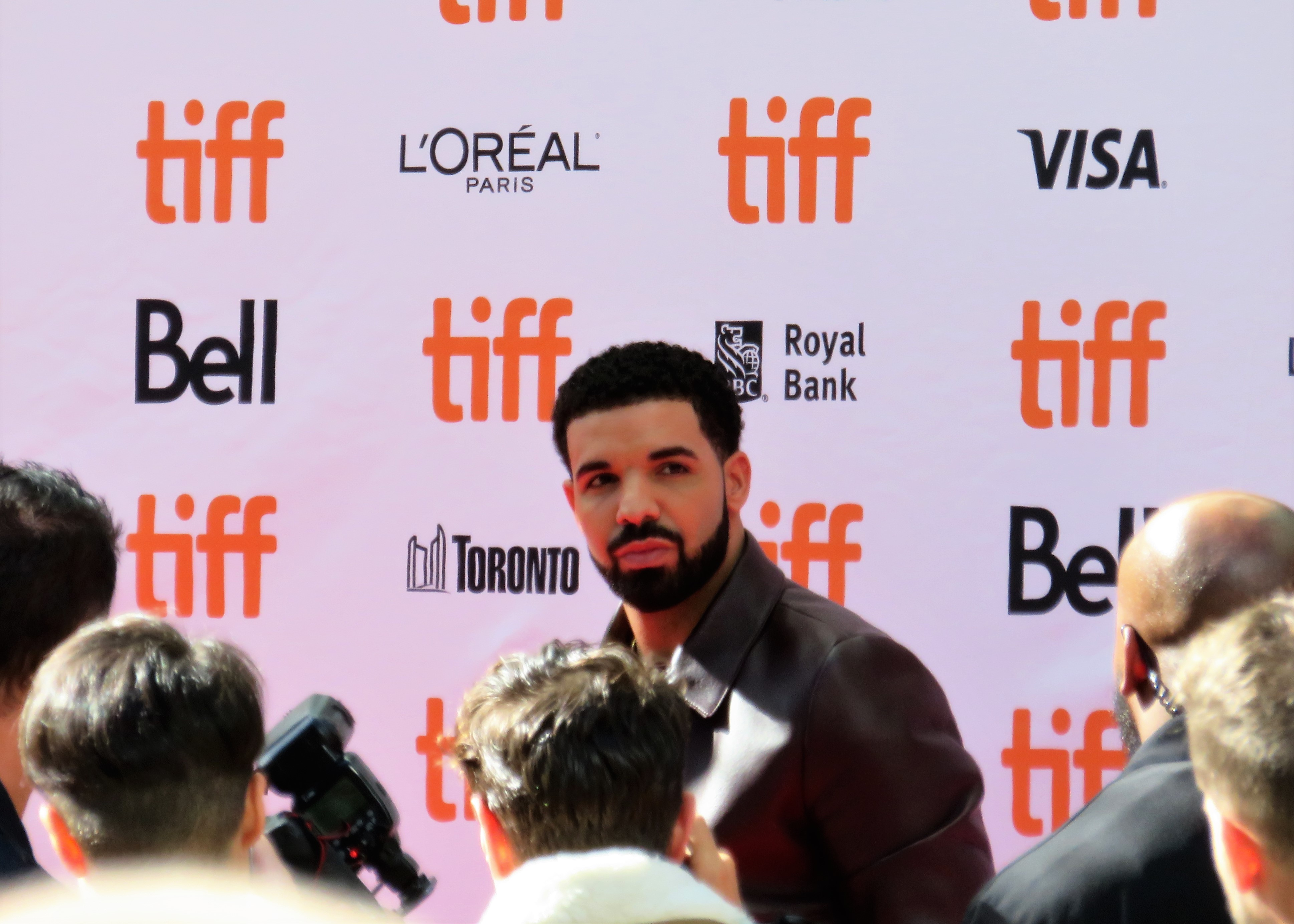

Drake lançou um mini EP intitulado Scary Hours em 20 de janeiro de 2018, marcando o primeiro lançamento solo de Drake desde More Life. Scary Hours apresentou as músicas "Diplomatic Immunity" e "God's Plan", com a última estreando em primeiro lugar na Billboard Hot 100 dos EUA. A música foi a primeira música de Drake como artista solo a alcançar o primeiro lugar. Também se tornou sua primeira música a ser certificada como Diamante pela RIAA.
Em 6 de abril, "Nice for Wha", um single de seu quinto álbum de estúdio, foi lançado. Ele substituiu seu próprio "God's Plan" na Billboard Hot 100 no número um, tornando Drake o primeiro artista a ter uma nova estreia número um substituindo sua antiga estreia número um. Ele então anunciou o título de seu quinto álbum de estúdio como Scorpion, com uma data de lançamento planejada para 29 de junho de 2018. "I'm Upset" foi lançado em 26 de maio como o terceiro single do álbum. Scorpion foi o projeto mais longo de Drake, com um tempo de execução de pouco menos de 90 minutos. O álbum quebrou os recordes globais de um dia no Spotify e no Apple Music, pois ganhou 132,45 milhões e 170 milhões de reproduções em cada serviço de streaming, respectivamente. Ele acabou vendendo 749.000 unidades equivalentes a álbuns em sua primeira semana de vendas e estreou em primeiro lugar na Billboard 200.
Drake conquistou seu sexto número um nos EUA com "In My Feelings" em 21 de julho. O sucesso de "In My Feelings" também fez de Drake o recordista de mais sucessos número um entre os rappers. Ele então apareceu no álbum Astroworld de Travis Scott, apresentando vocais não creditados para a música "Sicko Mode", que alcançou o primeiro lugar na Billboard Hot 100. Em fevereiro de 2019, ele recebeu seu quarto prêmio Grammy de Melhor Canção de Rap, por "God's Plan", no 61º Grammy Awards. Durante seu discurso, os produtores cortaram abruptamente para um intervalo comercial, levando os espectadores a especularem que estavam censurando seu discurso durante o qual ele criticou a The Recording Academy. Um representante legal da academia divulgou uma declaração afirmando que "uma pausa natural [levou] os produtores [a] presumir que ele havia terminado e cortado para o comercial", e acrescentou que a organização lhe ofereceu uma oportunidade de retornar ao palco, mas ele recusou.
Em 15 de fevereiro de 2019, Drake publica So Far Gone (originalmente lançado em 13 de fevereiro de 2009), que é sua terceira mixtape. Ele é exibido pela primeira vez em serviços de streaming para comemorar seu décimo aniversário. Em 15 de junho de 2019, Drake revela seu terceiro EP intitulado The Best In The World Pack contendo as faixas Omertà e Money In The Grave com Rick Ross. Em 2 de agosto de 2019, Drake lança sua primeira compilação chamada Care Package, que consiste em músicas lançadas entre 2010 e 2016 que não estavam inicialmente disponíveis para compra ou streaming. J. Cole, Rick Ross ou James Fauntleroy estão presentes nele.

### 2020-2021:Dark Lane Demo TapeseCertified Lover Boy
Em 1 de maio de 2020, Drake lançou uma mixtape surpresa, sua sétima, intitulada Dark Lane Demo Tapes, composta por 14 faixas com uma duração total de 50 minutos. Encontramos nesta mixtape em particular Chris Brown, Future, Young Thug e Playboi Carti. O clipe da faixa "Toosie Side", que já possuía grande popularidade na rede TikTok, é revelado com 1 milhão de visualizações nas primeiras 4 horas de sua publicação no YouTube.
Drake também anunciou que seu sexto álbum de estúdio seria lançado no verão de 2020. Em 14 de agosto, "Laugh Now Cry Later" com Lil Durk foi lançado, que foi planejado como o single principal do próximo álbum Certified Lover Boy, mas não incluído na lista final de faixas. Estreou em segundo lugar na Hot 100 e foi indicado para Melhor Canção de Rap no 63º Grammy Awards. Em seu 34º aniversário, Drake anunciou que Certified Lover Boy seria lançado em janeiro de 2021. Em janeiro de 2021, Drake se tornou o primeiro artista a ultrapassar 50 bilhões de streams combinados no Spotify. Ele foi nomeado Artista da Década no Billboard Music Awards de 2021. Certified Lover Boy foi indicado para Melhor Álbum de Rap e "Way 2 Sexy" foi indicado para Melhor Performance de Rap no 64º Grammy Awards. Mais tarde, ele foi nomeadoo Melhor Artista do Ano da Billboard em 2021, e foi o quarto artista mais transmitido no Spotify no ano e o rapper mais transmitido. Em 6 de dezembro, ele retirou sua música para consideração para o Grammy, com vários meios de comunicação observando seu relacionamento contencioso com a Recording Academy.

### 2022-:Honestly, Nevermind e For All the Dogs
Em 3 de março de 2022, Drake ficou em quarto lugar no ranking da Forbes dos rappers mais bem pagos de 2021, com uma renda estimada antes dos impostos de US$ 50 milhões. Em 16 de abril, foi calculado que Drake gerou mais streams em 2021 do que todas as músicas lançadas antes de 1980 combinadas; sua música acumulou 7,91 bilhões de streams, enquanto as músicas anteriores a 1980 geraram 6,32 bilhões.
No início de maio, Drake renovou com a Universal Music Group em um acordo multifacetado que pode valer até US$ 400 milhões, tornando-se um dos maiores contratos de gravação de todos os tempos. Em 16 de junho, Drake anunciou seu sétimo álbum, Honestly, Nevermind, que foi lançado um dia depois; ele também anunciou uma terceira iteração de sua série de EPs Scary Hours. Honestly, Nevermind vendeu 204.000 unidades equivalentes a álbuns em sua primeira semana, tornando-se o décimo primeiro álbum número um de Drake nos Estados Unidos e fazendo dele o quinto artista com mais de 10 álbuns número um, depois dos Beatles, Jay-Z, Bruce Springsteen e Barbra Streisand. "Jimmy Cooks" também se tornou a décima primeira música número um de Drake nos Estados Unidos. Em 22 de outubro, Drake anunciou Her Loss, um álbum colaborativo com 21 Savage que seria lançado em 28 de outubro; foi então adiado para 4 de novembro depois que o produtor de longa data de Drake, 40, foi diagnosticado com COVID-19. Her Loss estreou no topo da Billboard 200, acumulando vendas na primeira semana de 404.000 unidades equivalentes ao álbum. Oito das canções do álbum estrearam no top dez da Billboard Hot 100, estendendo o recorde de Drake para a maioria das entradas no top dez, com 67 (com um recorde de 49 como artista principal).
No dia 22 de agosto, a Amazon Music anunciou nas redes sociais que o álbum seria lançado em três dias junto com elogios a Adonis pelo desenho, mas o comunicado foi apagado depois. Em 6 de setembro, Drake confirmou que o álbum seria lançado em 22 de setembro. Dois dias após o anúncio, ele compartilhou um vídeo trailer do álbum, que era um flashback de seu pai, Dennis Graham, atuando na série de televisão canadense Stormy Monday with Danny Marks, no início dos anos 1990. Em 15 de setembro de 2023, Drake lançou o primeiro single do álbum, "Slime You Out", que conta com a participação da cantora e compositora americana SZA; a canção estreou em primeiro lugar na Billboard Hot 100, dando a Drake seu décimo segundo single número um nas paradas dos EUA e SZA o segundo. Um dia depois, ele anunciou que o álbum seria adiado em exatamente duas semanas e seria lançado em 6 de outubro. Em 5 de outubro, Drake lançou o segundo single do álbum, "8AM in Charlotte", e revelou a tracklist do projeto. Drake lançou For All the Dogs, que estreou no topo da Billboard 200.
Em 22 de março de 2024,Kendrick Lamar criticou Drake, assim como J. Cole, na música "Like That" de Future e Metro Boomin, dando início à rivalidade de batalha entre os artistas. Em 19 de abril de 2024, Drake lançou "Push Ups" depois que as primeiras versões vazaram online como uma faixa de resposta, seguido por "Taylor Made Freestyle" mais tarde naquele dia. Em 30 de abril de 2024, Lamar lançou uma faixa de diss chamada "Euphoria" em resposta, bem como "6:16 in LA" em 3 de maio de 2024, exclusivamente no Instagram. No mesmo dia, Drake lançou "Family Matters" exclusivamente no YouTube em resposta. Lamar lançou "Meet the Grahams" 20 minutos depois e lançaria "Not Like Us" no dia seguinte. Em 5 de maio, Drake lançou "The Heart Part 6", uma referência à faixa de 2022 de Lamar "The Heart Part 5". Entre os ataques nas letras, Drake foi criticado por Lamar e acusado de ser um aliciador de menores, um rapper que escrevia suas músicas com ajuda de outros compositores, de que não cumpria suas responsabilidades como pai e de que era um personagem para ser aceito no mundo do rap. Drake por sua vez, acusou Lamar de ser um falso ativista, de ter traído sua noiva, de violência doméstica e de ser superestimado.  A popularidade de Not Like Us, fez com que Lamar levasse a sua faixa diss a um single comercial, lançando a canção nas rádios americanas. A faixa atingiu o número 1 na Billboard Hot 100 e impulsionou Lamar a ser anunciado como atração do Super Bowl de 2025. Drake acusou Lamar e a Universal Music Group de manipularem os dados da faixa, inflando seus números. 

## Vida pessoal

### Relacionamentos e família
Ele namorou SZA entre 2008 e 2009 e teve um relacionamento intermitente com Rihanna entre 2009 e 2016, que ele detalhou em muitas de suas canções.
Ele é o pai de um menino chamado Adonis, que nasceu em 11 de outubro de 2017, resultado da sua relação com a escultora e atriz de cinema adultos franceses Sophie Brussaux. A gravidez de Brussaux foi o assunto de muitos rumores no início de 2017, antes de Adonis foi anunciado como o nome porque a discussão mediática de Drake com Pusha T. Drake confirmou sua paternidade em seu álbum Scorpion em 2018.
Drake mora em Toronto, Ontário, em uma propriedade de 35.000 pés quadrados e US$ 100 milhões apelidada de "The Embassy", que foi construída do zero em 2017 e é vista no vídeo de sua música "Toosie Slide".

### Questões Legais e Acusações
Em 2012, a cantora Ericka Lee entrou com uma ação judicial contra Drake pelo uso de sua voz em "Marvins Room". Alegando ter fornecido os vocais femininos, Lee também alegou que lhe eram devidos créditos de composição e royalties. Apesar da equipe jurídica de Drake ter contrariado alegando que Lee simplesmente solicitou um crédito nas notas do encarte do álbum, o assunto foi resolvido em fevereiro de 2013, com ambas as partes concordando com um acordo extrajudicial.
Drake e Chris Brown supostamente se envolveram em uma altercação física em junho de 2012, quando Drake e sua comitiva jogaram garrafas de vidro em Brown em uma boate do SoHo em Manhattan, Nova York. Chris Brown tuitou sobre o incidente. Apesar de nenhuma resposta de Drake, ele e Brown apareceram em uma esquete cômica para o ESPY Awards de 2014 e ensaiaram a esquete juntos antes da exibição na televisão, virtualmente encerrando a disputa. A dupla mais tarde colaborou em "No Guidance" em 2019.
Em dezembro de 2014, Drake se envolveu em outra altercação, sendo socado por Puff Daddy do lado de fora da boate LIV em Miami. A altercação foi relatada como sendo sobre o uso de Drake do instrumental para "0 to 100 / The Catch Up", supostamente produzido por Boi-1da para Puff Daddy, antes de Drake se apropriar dele para si mesmo. Drake foi levado às pressas para o pronto-socorro após agravar uma antiga lesão no braço durante a disputa. Drake também se envolveu em uma briga com Tyga, decorrente dos comentários negativos de Tyga sobre ele durante uma entrevista para a revista Vibe.
Em janeiro de 2019, Drake, Odell Beckham Jr. e Younes Bendjima foram processados por um homem chamado Bennett Sipes em relação a uma suposta agressão ocorrida do lado de fora de uma boate de Los Angeles em 2018. Sipes alega que sofreu "traumatismo cranioencefálico, bem como ferimentos nas costas, pescoço, ombros, etc." em 24 de março de 2018, quando foi atacado por Bendjima, bem como membros da comitiva de Drake e Beckham em um beco perto da boate e pediu US$ 250.000 em danos. O processo alega que Drake e Beckham seguiram suas respectivas equipes até o beco para assistir Sipes ser atacado. Um vídeo do incidente foi gravado usando o sistema de vigilância no local. O processo foi finalmente resolvido fora do tribunal. Em 2019, Drake pagou um acordo de US$ 350.000 a uma mulher que alegou que ele a agrediu sexualmente. Drake negou as acusações.

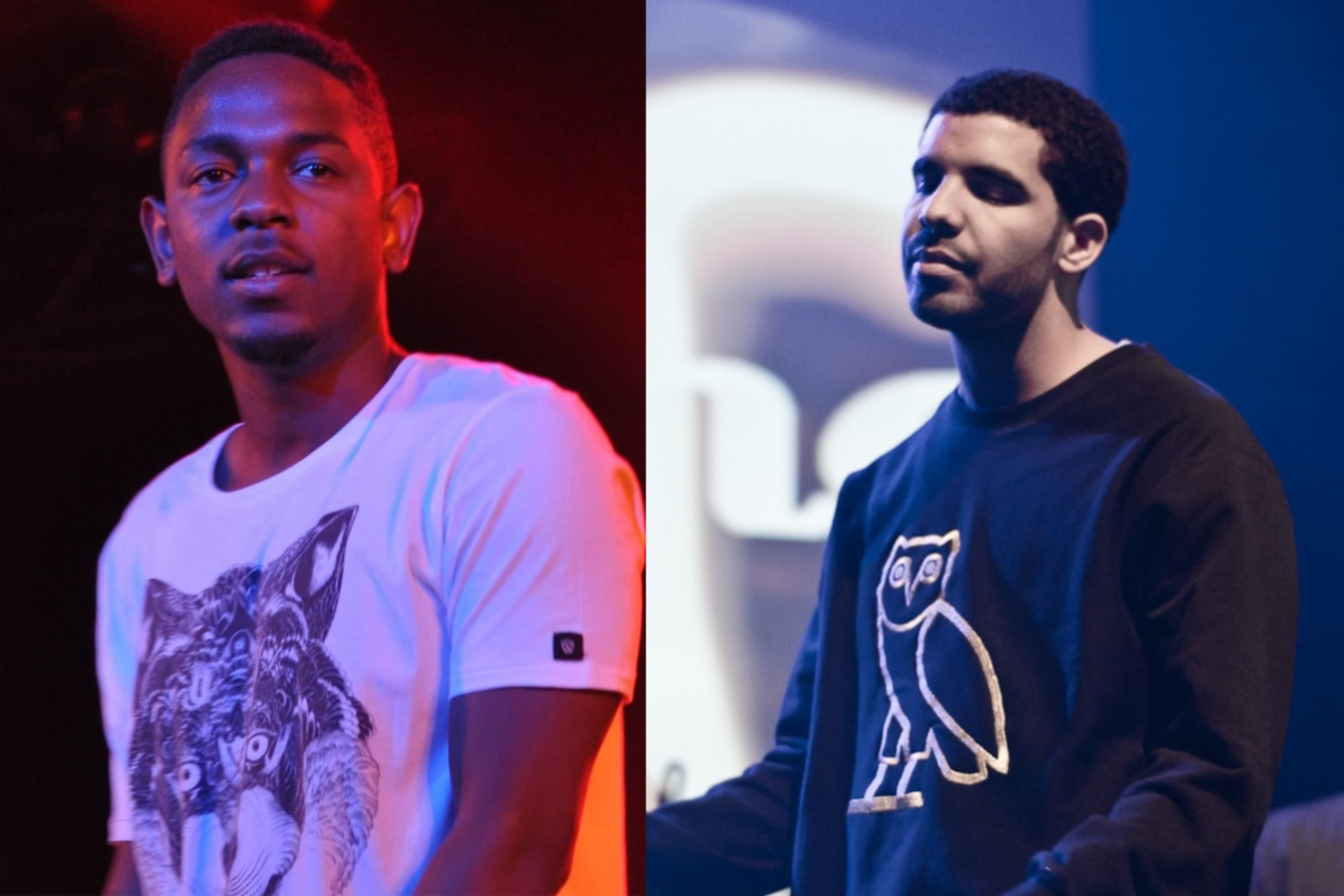
Lamar e Drake protagonizaram uma série de ataques um ao outro em suas músicas

A rivalidade Drake- Kendrick Lamar foi identificada por veículos de comunicação de 2013, alegando que várias músicas eram diss furtivas de ambas as partes. Lamar primeiro dissipou Drake e outros rappers na música "Control" em 2013, mas afirmou que seu verso pretendia ser visto como "competição amigável": Drake e Lamar já haviam colaborado em músicas e Lamar foi o ato de abertura de Drake na Club Paradise Tour em 2012. Lamar dissipou Drake e J. Cole em 2024, com a música de Drake e J. Cole de 2023 "First Person Shooter" supostamente sendo uma diss furtiva. Drake respondeu nas músicas "Push Ups" e "Taylor Made Freestyle", das quais Lamar respondeu com "Euphoria" e "6:16 in LA". Drake então lançou "Family Matters", acusando Lamar de abuso doméstico e alegando que um dos filhos de Lamar era filho de Dave Free. Lamar respondeu primeiro com "Meet the Grahams", acusando Drake de crimes sexuais e de ser pai de uma criança secreta, e depois com "Not Like Us", acusando Drake de pedofilia e sentimento anti-negro. Drake respondeu com "The Heart Part 6", negando as acusações de Lamar e alegando que deu a Lamar informações falsas sobre a criança secreta.

## Características musicais

### Influências
Drake citou vários artistas de hip hop como influenciadores de seu estilo de rap, incluindo Kanye West, Jay-Z, MF Doom, e Lil Wayne, ao mesmo tempo em que atribuiu vários artistas de R&B como influentes na incorporação do gênero em sua própria música, incluindo Aaliyah e Usher. Drake também creditou vários artistas de dancehall por influenciarem posteriormente seu estilo caribenho, incluindo Vybz Kartel, a quem ele chamou de uma de suas "maiores inspirações".

### Estilo musical
Drake é considerado um artista de rap pop. Enquanto a música anterior de Drake abrangia principalmente Hip hop e R&B contemporâneo, sua música se aprofundou no Pop e no Trap desde os álbuns Nothing Was the Same (2013) e Views(2016). Além disso, sua música recebeu influência de cenas regionais, incluindo o Dancehall jamaicano e o Drill music do Reino Unido. Drake é conhecido por suas letras egoístas, habilidade técnica e integração de história pessoal ao lidar com relacionamentos com mulheres. Suas habilidades vocais foram elogiadas por um contraste audível entre batidas típicas de hip-hop e melodia, com rap às vezes abrasivo juntamente com sotaques mais suaves, entregues em lirismo técnico. Drake é conhecido por sua suave melodia e letras emocionais. A maioria de suas canções contém elementos de R&B e hip hop, combinando rap com letras cantadas.

### Impacto
Uma figura proeminente na cultura pop, Drake é frequentemente elogiado como uma das figuras mais influentes do hip hop; particularmente seu uso de canto em instrumentais de hip hop foi notado como uma influência nos rappers modernos. Ele é amplamente creditado por popularizar o som de Toronto para a indústria musical e liderar a "Invasão Canadense", uma brincadeira com a Invasão Britânica na década de 1960, das paradas americanas - ao lado de nomes como Justin Bieber e The Weeknd. Em 2022, o aplicativo de reconhecimento musical Shazam revelou que Drake era o artista mais pesquisado pelos usuários, com músicas com Drake coletando 350 milhões de reconhecimentos; seu single de 2016 "One Dance" coletou 17 milhões de reconhecimentos sozinho. Em 2018, artigos do The Guardian e da Rolling Stone o chamaram de "a estrela pop definitiva de sua geração".
O Insider declarou Drake o artista da década (2010). Em relação à visão geral de que Drake introduziu o canto no hip hop mainstream, a publicação disse que no auge do Auto-Tune no hip hop durante o final dos anos 2000, "não havia praticamente nenhum artista que fosse um rapper legítimo e um cantor legítimo que entregasse vocais híbridos pop/R&B suaves e aveludados que pudessem existir separadamente de suas canções de hip-hop". Comentando sobre Take Care de Drake, Elias Leight da Rolling Stone notou em 2020 que "agora quase todos os cantores fazem rap, e quase todos os rappers cantam", já que muitos artistas "pegaram emprestado ou copiaram o modelo [do álbum] que a ousadia do original é facilmente esquecida", de acordo com o escritor.

## Empreendimentos

### Patrocínios
Antes de se aventurar nos negócios, Drake conquistou vários acordos de patrocínio com várias empresas, principalmente um com a Sprite após sua menção de beber bebida roxa, uma mistura que contém Sprite como ingrediente principal. Após sua rivalidade altamente divulgada com Meek Mill, Drake também foi endossado pelos restaurantes de fast food Burger King, White Castle e Whataburger. A revista de negócios Forbes comentou que seus acordos de patrocínio e parcerias comerciais "combinaram fortemente" para os lucros antes dos impostos relatados por Drake em US$ 94 milhões entre junho de 2016 e junho de 2017, sendo uma das celebridades mais bem pagas durante esse período. Drake recebe um endosso de US$ 100 milhões por ano da empresa de jogos de azar Stake.com, como embaixador do cassino online. A parceria com a Stake.com criou "The Drake Effect", que aumentou a conscientização da empresa. Drake postou frequentemente sobre suas apostas no Stake e criou conteúdo relacionado a jogar roleta na plataforma.
Em dezembro de 2013, Drake anunciou que estava assinando com a Nike e a Air Jordan, dizendo "enquanto crescia, tenho certeza de que todos nós idolatramos Michael Jordan. Eu [estou] oficialmente introduzido na família Team Jordan. Em 2020, A Bathing Ape anunciou uma colaboração com Drake, lançando uma coleção de roupas OVO x BAPE.
Em 2018, Drake comprou uma participação acionária na organização de jogos 100 Thieves, juntando-se como cofundador e coproprietário. O investimento foi parcialmente financiado pelo executivo musical Scooter Braun e pelo proprietário do Cleveland Cavaliers, Dan Gilbert.

### Gravadora
Durante a composição de Nothing Was the Same, Drake começou sua própria gravadora no final de 2012 com o produtor Noah "40" Shebib e o parceiro de negócios Oliver El-Khatib. Drake buscou uma avenida para lançar sua própria música, além de ajudar na formação de outros artistas, enquanto Shebib e El-Khatib ansiavam por começar uma gravadora com um som distinto, levando o trio a se unir para formar a OVO Sound. O nome é uma abreviação derivada do apelido October's Very Own que Drake usou para publicar seus projetos anteriores. A gravadora é atualmente distribuída pela Warner Bros. Records. Drake, 40, e PartyNextDoor foram os artistas inaugurais da gravadora. A gravadora abriga artistas como Drake, PartyNextDoor, Majid Jordan, Roy Woods e dvsn, bem como produtores como 40, Boi-1da, Nineteen85 e Future the Prince.

## Discografia
Álbuns de estúdio
- Thank Me Later (2010)
- Take Care (2011)
- Nothing Was the Same (2013)
- Views (2016)
- Scorpion (2018)
- Certified Lover Boy (2021)
- Honestly, Nevermind (2022)
- For All the Dogs (2023)
- Some Sexy Songs 4 U (2025)

## Turnês

### Como atração principal
- Away from Home Tour (2010)
- Club Paradise Tour (2012)
- Would You like a Tour? (2013–14)
- Jungle Tour (2015)[63]
- Boy Meets World Tour (2017)
- Assassination Vacation Tour (2019)

### Excursões conjuntas
- America's Most Wanted Tour (com Young Money) (2009)
- Drake Vs. Lil Wayne (com Lil Wayne) (2014)
- Summer Sixteen Tour (com Future) (2016)
- Aubrey & the Three Migos Tour (com Migos) (2018)

## Filmografia

### Filmes
| Ano  | Filme                             | Papel              | Notas                            |
| ---- | --------------------------------- | ------------------ | -------------------------------- |
| 2007 | Charlie Bartlett                  | A/V Jones          | Pequena participação             |
| 2008 | Mookie's Law                      | Chet Walters       | Curta-metragem                   |
| 2011 | Breakaway                         | Ele mesmo          | Pequena participação             |
| 2012 | Ice Age: Continental Drift        | Ethan              | Voz                              |
| 2013 | Anchorman 2: The Legend Continues | Fã de Ron Burgundy | Pequena participação             |
| 2014 | Think Like a Man Too              | Ele mesmo          | Pequena participação             |
| 2017 | 6ix Rising                        | Ele mesmo          | Documentário da Vice             |
| 2017 | The Carter Effect                 | Ele mesmo          | Produtor executivo               |
| 2019 | Remember Me, Toronto              | Ele mesmo          | Documentário de Mustafa the Poet |

### Televisão
| Ano       | Filme                         | Papel                               |
| --------- | ----------------------------- | ----------------------------------- |
| 2001      | Blue Murder                   | Joey Tamarin                        |
| 2001–2008 | Degrassi: The Next Generation | Jimmy Brooks                        |
| 2002      | Soul Food                     | Fredrick                            |
| 2002      | Conviction                    | Teen Fish                           |
| 2005      | Best Friend's Date            | Dater                               |
| 2005      | Instant Star                  | Ele mesmo                           |
| 2008      | The Border                    | PFC Gordon Harvey                   |
| 2009      | Being Erica                   | Ken                                 |
| 2009      | Sophie                        | Ken                                 |
| 2009      | Beyond the Break              | Ele mesmo                           |
| 2010      | When I Was 17                 | Ele mesmo                           |
| 2011      | Saturday Night Live           | Ele mesmo (convidado)               |
| 2012      | Punk'd                        | Ele mesmo                           |
| 2014      | Saturday Night Live           | Ele mesmo (apresentador/ convidado) |
| 2016      | Saturday Night Live           | Ele mesmo (apresentador/ convidado) |
| 2018      | The Shop                      | Ele mesmo                           |
| 2019      | Euphoria                      | Produtor executivo                  |
| 2019      | Top Boy                       | Produtor executivo                  |